# The Mound
The Mound is een kunstmatig aangelegde heuvel en een straat in Edinburgh (Schotland) die het oude gedeelte (Old Town) met het nieuwe gedeelte (New Town) verbindt. The Mound werd gevormd door het storten van 1.501.000 wagenladingen aarde, afkomstig uit het in 1765 gedempte Nor'Loch (nu Princes Street Gardens). Het opwerpen van The Mound begon in 1781, en ging door tot in 1830, toen de weg werd geasfalteerd en de hellingen werden beplant. In verband met de opkomst van de spoorwegen werden er tunnels gegraven onder The Mound voor toegang tot de westelijke helft van de stad via spoorlijnen. Enkele van Edinburghs meest notabele gebouwen en instituten hebben hun locatie op The Mound, waaronder de National Gallery of Scotland, de Royal Scottish Academy, de torens van New College, de Church of Scotland en het hoofdkantoor van de Bank of Scotland.
Veel verkeer van en naar Princes Street en de Royal Mile in het oude gedeelte van de stad maakt ook gebruik van The Mound. The Mound biedt mooie uitzichten op Princes Street, het nieuwe gedeelte (New Town) van Edinburgh en op Calton Hill.

## Foto's

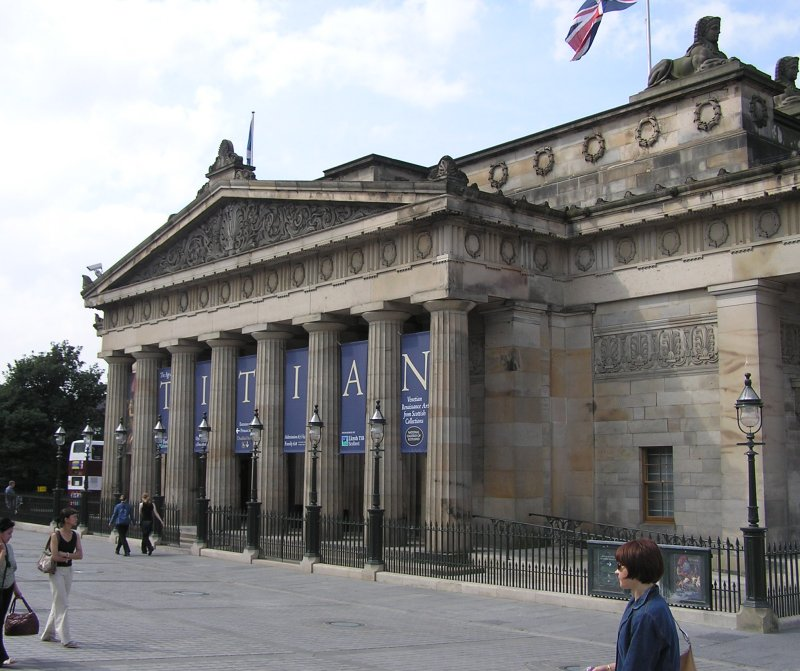
Royal Scottish Academy, gezien vanuit het zuiden
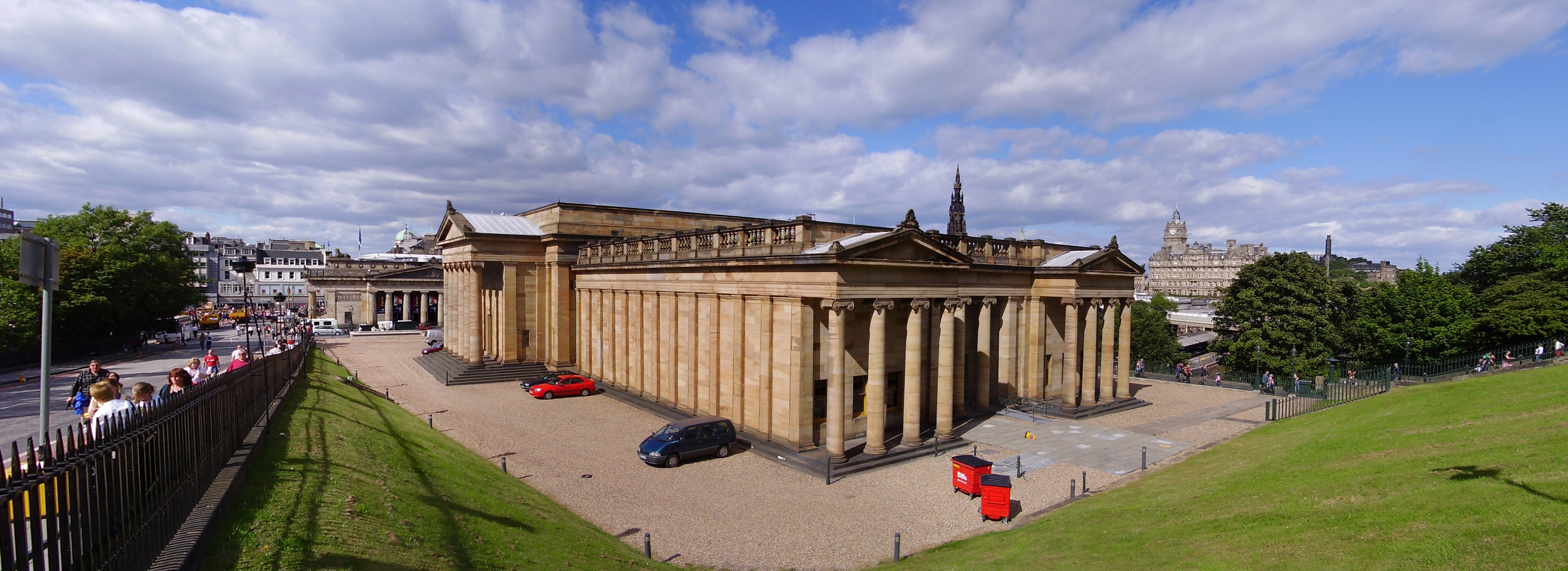
National Gallery of Scotland
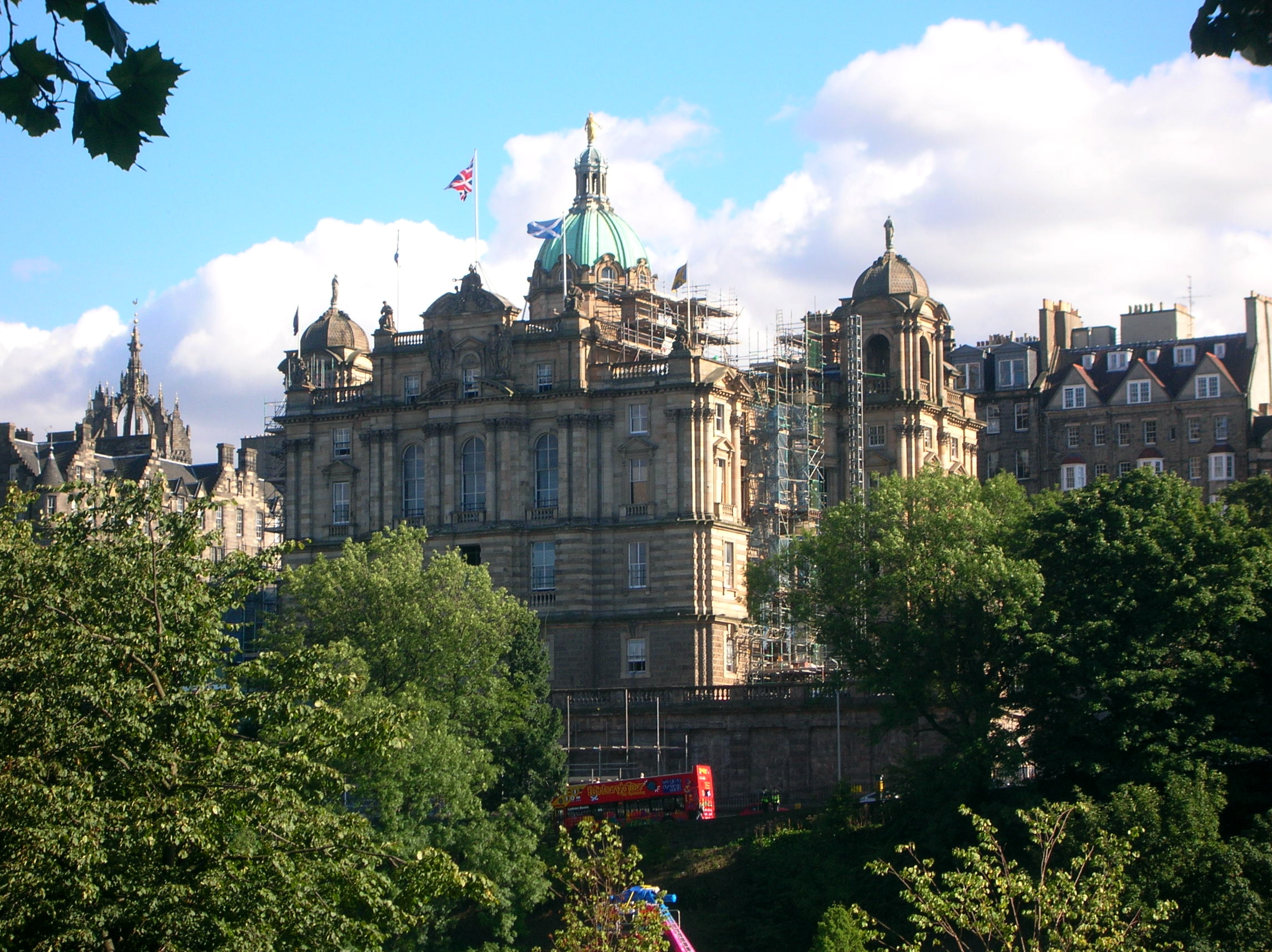
Hoofdkantoor van de Bank van Scotland